# Táin Bó Cúailnge

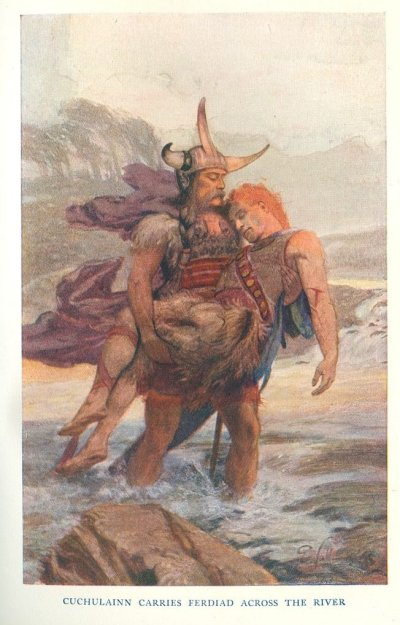
Cú Chulainn draagt Ferdiad over de rivier, Celtic Myths and Legends, 1905

De Táin Bó Cúailnge (in het Nederlands: de Runderroof van Cooley) is het centrale verhaal uit de Ulstercyclus. Het gaat over de strijd die de Ulaid onder Conchobor mac Nessa tegen de Connachta van Medb en haar echtgenoot Ailill voeren.

## Voorspel
Aan de runderroof van Cooley gaat Táin Bó Fraích (de runderroof van Fróech) vooraf, waarin Fróech van zijn vrouw en drie zonen, schapen en koeien wordt beroofd, terwijl hij in Crúachu Findabair, de dochter van koning Ailill en koningin Medb, voor zich probeert te winnen. Froech mag met Findabair pas trouwen als hij met zijn eigen vee het vee van Cooley drijft. Conall Cernach, de held van de Ulaid (Ulster), helpt Froech drie koeien uit Noord-Engeland en zijn vrouw, zonen en vee uit Noord-Lombardije te bevrijden.

## Aanleiding
De aanleiding tot deze oorlog is een ruzie tussen Medb en Ailill over wie rijker is. Beide blijken evenveel te bezitten, met uitzondering van de stier Finnbennach die van Medbs kudde naar die van Ailill was gegaan. Om de bezittingen aan elkaar gelijk te stellen besluiten Medb en Ailill om de stier Donn Cuailnge van de Ulaid te stelen.

## Verhaal
Omdat alle volwassen Ulaid uitgeschakeld zijn door de vloek van Macha moet de zeventienjarige Cú Chulainn alleen de legers van Connacht tegenhouden. Aanvankelijk doet hij dit door grote aantallen van hun krijgers te doden, maar dan wordt er besloten om de strijd met tweegevechten voort te zetten, waarvan het belangrijkste dat tegen Cú Chulainns pleegbroer Ferdia is. Op deze manier weet Cú Chulainn de Connachta te vertragen totdat de Ulaid ontwaken. Medb weet echter toch Donn Cuailnge mee naar Connacht te nemen, alwaar deze Finnbennach doodt, om vervolgens na een tocht door heel Ierland door uitputting te sterven.

## Personages uit de Táin Bó Cúailnge
- Cú Chulainn, een held van de Ulaid
- Medb, de koningin van Connacht
- Ailill mac Máta, de koning van Connacht
- Findabair, de dochter van Medb en Ailill
- Fergus mac Róich, een verbannen Ulad
- Cú Roí mac Dáire, een krijger van Connacht
- Conall Cernach, een krijger van de Ulaid
- Ferdiad, een krijger van Connacht
- Cathbad,  de druïde van de Ulaid
- Láeg, de wagenmenner van Cú Chulainn
- Fedelm, een waarzegster uit Connacht

## Trivia
De Ierse band Horslips bracht in 1973 het album The Táin uit, een muzikale bewerking van het verhaal.